# Jean-Jacques Sempé
Jean-Jacques Sempé, známý jako Sempé (17. srpna 1932 Pessac u Bordeaux – 11. srpna 2022) byl francouzský výtvarník, zejména kreslíř, karikaturista a autor kreslených filmů.

## Život
Jako válečné dítě ve 14 letech vyšel ze školy, poté propadl u zkoušek na poštu, do banky i na železnici. Proto začal jako podomní prodejce zubní pasty a v Gironde na kole rozvážel víno. V roce 1950 zalhal, že je plnoletý a vstoupil do armády, podle jeho slov jediného zaměstnání, které mu dalo ubytování a stravu zdarma. V roce 1951 vytvořil první karikatury, v roce 1954 začal publikovat. Po propuštění z armády v roce 1959 začal spolupracovat se scenáristou René Goscinnym, který vytvořil texty jeho slavného malého Mikuláše, a natrvalo se usadil v Paříži. Kreslením se od té doby živil jako svou profesí. V 60. letech žil s malířkou a ilustrátorkou Mette Imersovou, jejich dcera Inga Sempé (* 1968) je rovněž výtvarnicí.

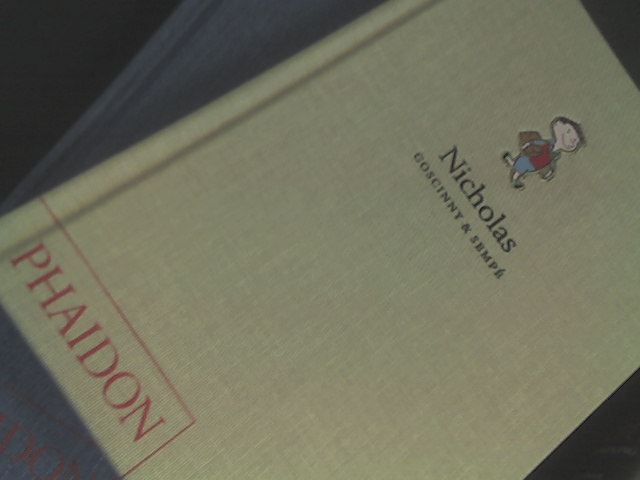
Kniha Mikuláš se Sempého ilustrací

## Tvorba
Jeho kariéra začala ve Francii v kontextu francouzsko-belgického komiksu a postupně přerostla do světového kontextu.
Jeho „němé“ akvarelové nebo jednoduché kresby, kde postavy mluví v obrazech nebo vůbec (ale nějak dokáží sdělit bohatý příběh) získávaly mezinárodní pozornost. Jeho práce se pravidelně objevovaly ve francouzských denících i časopisech Paris Match, L'Express, Le Figaro, Le Nouvel Observateur, Télérama, Ici Paris, či na obálce časopisu The New Yorker.
Některé karikatury jsou docela úderné, ale většina je roztomilá a dojímavá a z nějakých důvodů dokáže být jemná i v případě obtížných témat. V 50. letech začal ilustrovat sérii Malý Mikuláš, ale nejvíce ho proslavily plakátové ilustrace.
Výstava Sempého kreseb proběhla v roce 2018 v Praze. V roce 1995 napsal knihu Raoul Taburin (Raoul Taburin: une bicyclette à propos de son père), která se v roce 2018 stala námětem k filmu Raoul Taburin.